# Ursula Hill-Samelson
Ursula Hill-Samelson (geb. Hill) (* 22. Dezember 1935 in Bad Kreuznach; † 10. Januar 2013 in Seefeld (Oberbayern)) war eine deutsche Mathematikerin, Informatik-Pionierin und Hochschuldozentin.

## Leben
Ursula Hill studierte Mathematik an der Johannes-Gutenberg-Universität Mainz und war dort von 1962 bis 1963 Mitarbeiterin am Institut für Angewandte Mathematik.
Am 1. November 1963 folgte sie (mit Hans Langmaack) dem Mathematiker und Informatik-Pionier Klaus Samelson, der einen Ruf nach München erhalten hatte, an das Mathematische Institut (das spätere Institut für Informatik) der Technischen Universität München. Dort arbeitete sie als wissenschaftliche Mitarbeiterin ab 1969/70 mit am Aufbau des neuen Studiengangs "Informatik". 1970 wurde sie an der TU München bei Friedrich L. Bauer in Informatik promoviert (Automatische rekursive Adressenberechnung für höhere Programmiersprachen, insbesondere für ALGOL 68). 1978 heiratete sie Klaus Samelson.
Sie war bis Ende 1985 leitendes Mitglied im Sonderforschungsbereich 49 der Deutschen Forschungsgemeinschaft (DFG). 1987 nahm sie am Festakt zur Einweihung des nach ihrem Mann benannten Samelson-Platzes in Hildesheim teil. 1999 trat sie in den Ruhestand. Ihr Interesse galt u. a. der Astronomie, und sie förderte den Verein der Allgäuer Volkssternwarte Ottobeuren.
Nach ihrem Tod im Alter von 77 Jahren wurde Ursula Hill-Samelson am 18. Januar 2013 auf dem Münchener Nordfriedhof beerdigt.

## Leistungen
Ursula Hill schrieb in den frühen 1960er Jahren zusammen mit Hans Langmaack in Mainz den ersten funktionsfähigen Algol 60-Compiler für die Siemens 2002 und diplomierte 1962 in Mathematik mit der Arbeit Der ALGOL-Übersetzer ALCOR MAINZ 2002. Compilerbau war in jener Zeit eine gerade erst entstehende Disziplin der Informatik, die bei den wenigen zur Verfügung stehenden Computern zudem sehr schwierig war. Ursula Hill trat als erste Frau in Deutschland mit einem lauffähigen Compiler an die wissenschaftliche Öffentlichkeit.

## Schriften
- A. A. Grau, U. Hill, Hans Langmaack: Translation of Algol 60., Handbook for automatic computation; Vol. 1, Part b. Grundlehren der mathematischen Wissenschaften, Springer Verlag, Berlin, Heidelberg, New York, 1967
- U. Hill, H. Langmaack, H. R. Schwarz, G. Seegmüller: Efficient Handling of subscripted variables in ALGOL 60 compilers. Proc. Symp. on Symbolic Languages in Data Processing, Rome, p. 331–340. Gordon & Breach, New York 1962.
- U. Hill: Automatische rekursive Adressenberechnung für höhere Programmiersprachen, insbesondere für Algol 68. Dissertation, TU München, 13. Februar 1969
- Friedrich L. Bauer, Rupert Gnatz, Ursula Hill: Informatik. Aufgaben und Lösungen. Erster und Zweiter Teil. Springer-Verlag, Berlin, Heidelberg, New York, 1975/6. ISBN 3-540-07116-4 und ISBN 0-387-07116-4; übersetzt ins Russische (1978) und ins Polnische (1981)
- U. Hill: Special Run-Time Organization Techniques for Algol 68. Proceeding Compiler Construction, An Advanced Course, 2nd ed. Springer-Verlag London, UK 1976. ISBN 3-540-07542-9